# Lenarchus bicornis
Lenarchus bicornis là một loài Trichoptera trong họ Limnephilidae. Chúng phân bố ở miền Cổ bắc.